# روزنه هوایی

بسته و باز شدن استوما. هر چه میزان یون‌های پتاسیم افزایش می‌یابد، پتانسیل آبی کاهش یافته و آب داخل سلول‌های نگهبان می‌شود.

در گیاه‌شناسی به سوراخ‌های موجود در روپوست برگ یا دیگر اندام‌های گیاهی که برای جابه‌جایی گازها کاربرد دارد، روزنه هوایی یا دهانچه (به انگلیسی: Stoma) گفته می‌شود.
روزنه‌های هوایی سوراخ‌های کوچکی در سطح برگ هستند که به گیاه اجازه می‌دهند گازها را مبادله کند؛ مثلاً دی‌اکسید کربن را برای فتوسنتز دریافت کند و بخار آب را دفع کند. این روزنه‌ها توسط دو سلول نگهبان باز و بسته می‌شوند و به عواملی مانند نور، دما، رطوبت و مقدار دی‌اکسید کربن حساس‌اند. با افزایش دی‌اکسید کربن در جو، دهانچه‌ها کمتر بازمی‌مانند، که باعث کاهش تبخیر و مصرف آب می‌شود، در حالی که فتوسنتز همچنان ادامه دارد. با گرم‌تر شدن هوا و کاهش بارندگی، عملکرد گیاهان مختل می‌شود و تغییرات اقلیمی باعث تغییر در تعداد و شکل روزنه‌ها می‌گردد. در پاسخ به این شرایط، پژوهشگران در حال اصلاح گونه‌های مقاوم به خشکی و گرما هستند تا امنیت غذایی حفظ شود.
قطر دهانهٔ روزنه‌های هوایی توسط یاخته‌های محافظ تنظیم می‌شود.
تبخیر آب در برگ‌ها از طریق روزنه انجام می‌شود. در اغلب گیاهان، تعداد روزنه‌ها در پشت برگ (یا سطح زیرین) بیشتر است؛ اما در گیاهانی مثل نیلوفر آبی تعداد روزنه‌های سطح بالایی، به دلیل قرارگرفتن گل روی سطح آب، بیشتر است.
دهانچه منفذی است که در روپوست برگ‌ها، ساقه‌ها و دیگر اندام‌های گیاهان یافت می‌شود و میزان تبادلات گازی بین فضای هوایی درون برگ و جو پیرامون را تنظیم می‌کند. این منفذ توسط یک جفت سلول نگهبان که از بافت زمینه منشأ می‌گیرند، احاطه شده و اندازهٔ بازشدگی دهانچه را کنترل می‌کنند.

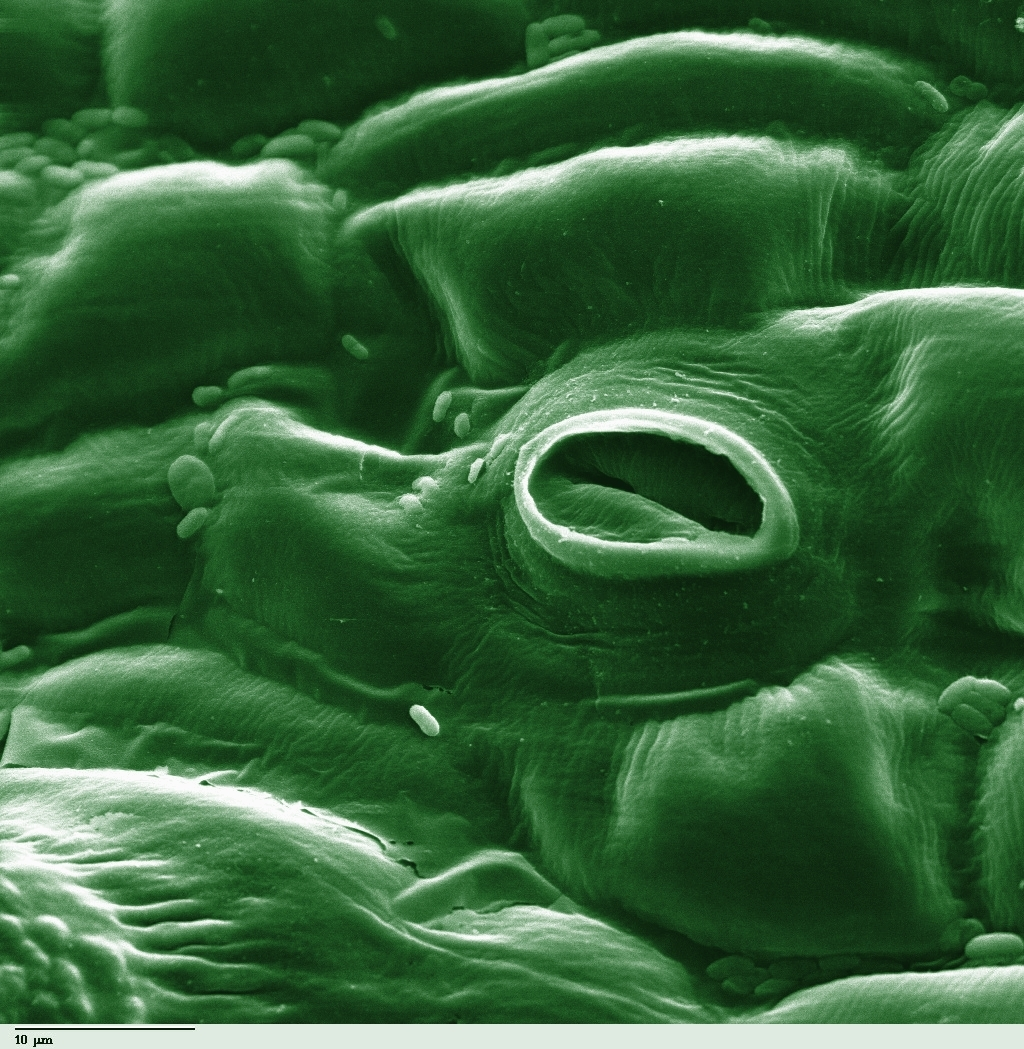
روزنهٔ هوایی در برگ گوجه‌فرنگی که عکسی است رنگی‌شده که با میکروسکوپ الکترون پویشگر گرفته شده است.

در بسیاری از موارد، واژهٔ «دهانچه» برای اشاره به کل ساختار دهانچه‌ای به کار می‌رود، که شامل دو سلول نگهبان و منفذ میان آن‌هاست (که به آن «روزنهٔ دهانچه» گفته می‌شود). هوا، شامل اکسیژن موردنیاز برای تنفس سلولی و کربن دی‌اکسید موردنیاز برای فتوسنتز، از طریق دهانچه‌ها با روش پدیده انتشار مبادله می‌شود. همچنین بخار آب از راه دهانچه‌ها به جو وارد می‌شود، که این فرایند را ترادمش می‌نامند.
دهانچه‌ها در نسل اسپوروفیت اغلب رویان‌داران (به‌جز جگرواشان و برخی خزه‌ها و شاخ‌واش‌ها) وجود دارند. در نهاندانگان آونددار، تعداد، اندازه و توزیع دهانچه‌ها تفاوت زیادی دارد. دولپه‌ای‌ها معمولاً دهانچه‌های بیشتری در سطح زیرین برگ دارند، در حالی‌که در تک‌لپه‌ای‌ها مانند پیاز، جو دوسر یا ذرت، تعداد دهانچه‌ها در هر دو سطح برگ تقریباً برابر است. در گیاهانی با برگ‌های شناور، دهانچه‌ها فقط در روپوست بالایی دیده می‌شوند و برگ‌های کاملاً غوطه‌ور ممکن است فاقد دهانچه باشند. بیشتر گونه‌های درختی، دهانچه را فقط در سطح زیرین برگ دارند. برگ‌هایی که در هر دو سطح دارای دهانچه هستند را «دوسطح‌روزنه‌ای» (amphistomatous)، برگ‌هایی که فقط در سطح زیرین روزنه دارند را «زیرروزنه‌ای» (hypostomatous)، و برگ‌هایی که تنها در سطح بالایی دهانچه دارند را «روروزنه‌ای» یا «فوق‌روزنه‌ای» (epistomatous/hyperstomatous) می‌نامند. اندازهٔ دهانچه‌ها بسته به گونه از ۱۰ تا ۸۰ میکرومتر در طول و از چند میکرومتر تا ۵۰ میکرومتر در عرض متغیر است.

## کارکرد

### جذب CO₂ و از دست‌دادن آب
گیاهان برای انجام فتوسنتز به کربن دی‌اکسید نیاز دارند که غلظت آن در جو حدود ۴۰۰ بخش در میلیون است. اغلب گیاهان مجبورند در روز دهانچه‌های خود را باز نگه دارند. فضای داخلی برگ پر از بخار آب است و این بخار از طریق دهانچه خارج می‌شود، یعنی گیاه نمی‌تواند بدون از دست دادن هم‌زمان بخار آب، کربن دی‌اکسید جذب کند.

### روش‌های جایگزین
در گیاهان معمولی، CO₂ به‌وسیله آنزیم RuBisCO به مولکول ribulose 1,5-bisphosphate متصل می‌شود. این روش باعث اتلاف آب می‌شود، زیرا RuBisCO میل نسبتاً کمی به CO₂ دارد و حتی گاهی به‌جای CO₂، اکسیژن را به آن متصل می‌کند که منجر به فتورسپیریشن و اتلاف انرژی می‌شود؛ بنابراین، برای جبران این مشکل، گیاه باید دهانچه‌های خود را بیشتر باز کند که نتیجه‌اش از دست دادن آب است.
در برخی گیاهان، آنزیمی به نام PEPCase (فسفوئنول‌پیرووات کربوکسیلاز) با میل بالاتری به CO₂ وارد عمل می‌شود و اجازه می‌دهد گیاه با دهانچه‌های کم‌بازتر کار کند. با اینکه این روش انرژی‌بر است، اما در شرایط کم‌آبی و نور زیاد، گزینهٔ بهتری است.

### گیاهان CAM
در گیاهان «CAM» (گیاهان کم) که بیشتر در مناطق خشک رشد می‌کنند، دهانچه‌ها شب باز می‌شوند تا گیاه بدون از دست‌دادن زیاد آب، CO₂ جذب کند. سپس این CO₂ در واکوئل‌های بزرگ ذخیره می‌شود و روز بعد، با بسته‌شدن دهانچه‌ها، CO₂ آزاد شده و به‌کار RuBisCO می‌آید. این روش اتلاف آب را بسیار کاهش می‌دهد، اما به‌دلیل محدودیت در ظرفیت ذخیره‌سازی، فقط در شرایط بسیار خشک مفید است.

### باز و بسته شدن دهانچه
در اغلب گیاهان، دهانچه‌ها به‌طور پیوسته در پاسخ به شرایط محیطی مانند نور، رطوبت و مقدار CO₂ باز و بسته می‌شوند. وقتی نور زیاد باشد و رطوبت مناسب، پمپ پروتونی در سلول‌های نگهبان فعال می‌شود و پروتون‌ها را به بیرون می‌راند. این باعث منفی‌تر شدن پتانسیل الکتریکی درون سلول می‌شود. در این شرایط، کانال‌های پتاسیمی باز می‌شوند و یون‌های پتاسیم وارد می‌شوند. برای حفظ این وضعیت، یون‌های منفی مانند کلرید یا مالیک اسید نیز وارد می‌شوند. این افزایش غلظت یون، پتانسیل آب یاخته را کاهش می‌دهد و آب از طریق اُسمُز (گذرندگی) وارد می‌شود، فشار درون سلول افزایش می‌یابد و سلول متورم می‌شود. اما به‌دلیل وجود ریزالیاف‌های سلولزی در دیوارهٔ سلول، این تورم فقط به‌صورت خم‌شدن سلول‌های نگهبان به بیرون اتفاق می‌افتد و باعث باز شدن دهانچه می‌شود.
وقتی ریشه‌ها با کم‌آبی مواجه شوند، هورمون آبسیزیک اسید (ABA) آزاد می‌شود. این هورمون به گیرنده‌های غشای سلول نگهبان متصل می‌شود، pH سیتوزول را افزایش می‌دهد و باعث ورود یون‌های Ca²⁺ از بیرون و رهاسازی آن‌ها از اندامک‌هایی چون شبکه آندوپلاسمی و واکوئل‌ها (کُریچه‌ها) می‌شود. سپس، یون‌های کلرید و یون‌های آلی از سلول خارج می‌شوند، جذب بیشتر پتاسیم متوقف شده و حتی پتاسیم نیز دفع می‌شود. این اتفاق باعث افزایش پتانسیل آب و خروج آب از سلول می‌شود که نتیجه‌اش پلاسمولیز سلول و بسته‌شدن دهانچه است.
یاخته‌های نگهبان کلروپلاست بیشتری نسبت به سلول‌های پوستی اطراف دارند، اما نقش دقیق فتوسنتز در آن‌ها همچنان مورد بحث است.

## نتیجه‌گیری دربارهٔ رفتار روزنه‌ای از تبادل گازی
میزان مقاومت روزنه‌ای را می‌توان با اندازه‌گیری تبادل گاز در برگ تعیین کرد. نرخ ترادمش به مقاومت پدیدهٔ انتشار که روزنه‌ها ایجاد می‌کنند، و همچنین به شیب رطوبت میان فضاهای هوایی درون برگ و هوای بیرون بستگی دارد؛ بنابراین مقاومت روزنه‌ای (یا معکوس آن، هدایت روزنه‌ای) را می‌توان از روی نرخ ترادمش و شیب رطوبتی محاسبه کرد. این امکان را به دانشمندان می‌دهد تا بررسی کنند روزنه‌ها چگونه به تغییرات شرایط محیطی، مانند شدت نور و غلظت بخار آب، دی‌اکسید کربن و ازون واکنش نشان می‌دهند.
تبخیر (E) را می‌توان به صورت زیر محاسبه کرد:
{\displaystyle E=frac{e_{t}ext{i}-e_{t}ext{a}}{Pr}}
که در آن، ei و ea به‌ترتیب فشار جزئی بخار آب درون برگ و هوای اطراف هستند، P فشار جو و r مقاومت روزنه‌ای است.
معکوس r همان هدایت به بخار آب (g) است؛ بنابراین معادله به شکل زیر بازنویسی می‌شود:
{\displaystyle E=(e_{t}ext{i}-e_{t}ext{a})g/P}
و برای g به صورت زیر حل می‌شود:
{\displaystyle g=frac{EP}{e_{t}ext{i}-e_{t}ext{a}}}
جذب CO2 در فتوسنتز (A) از رابطهٔ زیر به‌دست می‌آید:
{\displaystyle A=frac{(C_{t}ext{a}-C_{t}ext{i})g}{1.6P}}
که در آن Ca و Ci به‌ترتیب فشار جزئی CO2 در جو و در زیر روزنه‌ها هستند .
نرخ تبخیر از یک برگ را می‌توان با سامانهٔ فتوسنتزی تعیین کرد. این ابزار علمی، میزان بخار آب خارج‌شده از برگ و فشار بخار هوای اطراف را اندازه‌گیری می‌کند. سامانه‌های فتوسنتزی می‌توانند بهره‌وری مصرف آب (A/E), g, بهره‌وری ذاتی مصرف آب (A/g) و Ci را نیز محاسبه کنند. این ابزارها معمولاً توسط فیزیولوژیست‌های گیاهی برای اندازه‌گیری جذب CO2 و در نتیجه اندازه‌گیری نرخ فتوسنتز استفاده می‌شوند.

## تکامل و رشد روزنه‌ها
روزنه‌ها ساختارهایی قدیمی در فرگشت گیاهان هستند. شکل ابتدایی روزنه‌ها در جلبک‌ها و نخستین گیاهان خشکی‌زی، احتمالاً صرفاً منافذ ساده‌ای بوده‌اند. بیشتر روزنه‌های امروزی در میان بازدانگان و نهاندانگان به‌گونه‌ای فرگشت یافته‌اند که می‌توانند باز و بسته شوند، امری که به گیاهان امکان می‌دهد میان دریافت دی‌اکسید کربن برای فتوسنتز و از دست دادن آب از طریق تعرق تعادل برقرار کنند.
نحوهٔ فرگشت روزنه‌های قابل تنظیم در خشکی، نقش مهمی در موفقیت گیاهان در مستعمره کردن زمین ایفا کرده است. بررسی‌های ژنتیکی بر روی گیاهانی مانند گل‌ساعتی، آرابیدوپسیس و خزه‌ها نشان داده‌اند که برخی ژن‌هایی که در کنترل شکل‌گیری روزنه‌ها نقش دارند، بسیار کهن و در کل گیاهان زمینی حفظ شده‌اند.
در طول رشد و نمو گیاه، روزنه‌ها از سلول‌های بنیادی خاصی در روپوست (لایهٔ بیرونی برگ و ساقه) شکل می‌گیرند. این فرایند با تقسیم سلولی آغاز می‌شود که منجر به تشکیل یک جفت «سلول نگهبان» می‌شود. این سلول‌ها در پاسخ به شرایط محیطی باز و بسته می‌شوند و بدین ترتیب دهانهٔ روزنه را کنترل می‌کنند. در برخی گیاهان، «یاخته‌های همراه» نیز در کنار سلول‌های نگهبان وجود دارند که به تنظیم بهتر عملکرد روزنه کمک می‌کنند.
عامل‌هایی مانند نور، رطوبت، دی‌اکسید کربن و دمای محیط در تعداد، توزیع و باز و بسته شدن دهانچه‌ها در طول رشد تأثیر دارند. برای نمونه، گیاهانی که در شرایط خشک رشد می‌کنند، ممکن است تعداد روزنهٔ کمتری داشته باشند یا روزنه‌های خود را بیشتر بسته نگه دارند تا از دست دادن آب را کاهش دهند.

## انواع
گونه‌های مختلفی از روزنه‌ها وجود دارند که دسته‌بندی‌های گوناگونی برای آن‌ها پیشنهاد شده است. یکی از دسته‌بندی‌هایی که به‌طور گسترده‌ای به‌کار می‌رود، آن است که نخستین‌بار ژولین ژوزف وسک در سال ۱۸۸۹ ارائه داد، سپس توسط متکالف و چالک گسترش یافت و بعدها نویسندگان دیگری آن را تکمیل کردند. این دسته‌بندی بر اساس اندازه، شکل و آرایش یاخته‌های فرعی اطراف دو یاختهٔ نگهبان تنظیم شده است.
در دولپه‌ای‌ها، این انواع شناسایی شده‌اند:
اکتینوسیتی (به‌معنای «دارای یاخته‌های ستاره‌ای») که یاخته‌های نگهبان آن با دست‌کم پنج یاختهٔ فرعی به‌شکل شعاعی احاطه شده‌اند و دایره‌ای ستاره‌مانند را می‌سازند. این نوع نادر است و مثلاً در تیرهٔ خرمالوئیان یافت می‌شود.
آنیزوسیتی (به‌معنای «دارای یاخته‌های نابرابر») که یاخته‌های نگهبان آن میان دو یاختهٔ فرعی بزرگ‌تر و یکی کوچک‌تر قرار دارند. این نوع در بیش از سی تیره از دولپه‌ای‌ها، از جمله شب‌بویان، بادنجانیان و گل‌نازیان دیده می‌شود و گاهی به آن «نوع شب‌بوئی» گفته می‌شود.
آنوموسیتی (به‌معنای «دارای یاخته‌های نامنظم») که یاخته‌های اطراف روزنه از نظر اندازه، شکل و آرایش همانند سایر یاخته‌های روپوست هستند. این نوع در بیش از صد تیره از جمله خرزهره‌ایان، گاوزبانیان، تاج‌خروسیان و کدوییان یافت می‌شود و گاهی «نوع آلاله‌ای» نامیده می‌شود.
دیاسیتی (به‌معنای «دارای یاخته‌های متقاطع») که دو یاختهٔ فرعی آن، هرکدام یک سر دهانهٔ روزنه را احاطه کرده و در سمت مقابلِ مرکز دهانه، با یکدیگر تماس دارند. این نوع در بیش از ده تیره از دولپه‌ای‌ها مانند میخکیان و پاخرسیان یافت می‌شود و گاهی «نوع میخکی» خوانده می‌شود.
همی‌پاراسیتی که در آن، تنها یک یاختهٔ فرعی با طولی موازی با دهانهٔ روزنه، کنار یاخته‌های نگهبان قرار دارد و از یاخته‌های دیگر روپوست متمایز است. این نوع در تیره‌های گلی‌نازیان و علف‌فرشیان دیده می‌شود.
پاراسیتی (به‌معنای «دارای یاخته‌های موازی») که دارای یک یا چند یاختهٔ فرعی با آرایشی موازی با دهانهٔ میان یاخته‌های نگهبان است. این یاخته‌های فرعی ممکن است از دو سر یاخته‌های نگهبان فراتر روند یا نه. این نوع در بیش از صد تیره مانند روناسیان، پیچکیان و باقلاییان دیده می‌شود و گاهی «نوع روناسی» نامیده می‌شود.
در تک‌لپه‌ای‌ها، چند نوع مختلف روزنه مشاهده شده است:
روزنهٔ گندمی‌وار یا گرامینوئیدی (به‌معنای «شبیه چمن») که دارای دو یاختهٔ نگهبان است که توسط دو یاختهٔ فرعی عدسی‌مانند احاطه شده‌اند. یاخته‌های نگهبان در بخش میانی باریک و در دو انتها حجیم‌اند و این بخش میانی به‌طور قابل‌توجهی ضخیم شده است. محور یاخته‌های فرعی موازی با دهانهٔ روزنه‌اند. این نوع در تیره‌های گندمیان و جگنیان یافت می‌شود.
هگزاسیتی (به‌معنای «دارای شش یاخته») که دارای شش یاختهٔ فرعی اطراف یاخته‌های نگهبان است: یکی در هر انتهای دهانهٔ روزنه، یکی در کنار هر یاختهٔ نگهبان، و یکی میان آن یاختهٔ فرعی و یاخته‌های عادی روپوست. این نوع در برخی تیره‌های تک‌لپه‌ای دیده می‌شود.
تتراسیتی (به‌معنای «دارای چهار یاخته») که دارای چهار یاختهٔ فرعی است: یکی در هر انتهای دهانه، و یکی در کنار هر یاختهٔ نگهبان. این نوع در بسیاری از تیره‌های تک‌لپه‌ای و نیز در برخی دولپه‌ای‌ها مانند نمدار و چند گونهٔ استبرق دیده می‌شود.
در چمازها، چهار نوع روزنه شناخته شده است:
هیپوسیتی که در آن دو یاختهٔ نگهبان در یک لایه همراه با یاخته‌های عادی روپوست قرار دارند، اما دو یاختهٔ فرعی در سطح بیرونی روپوست موازی با یاخته‌های نگهبان واقع شده‌اند و یک منفذ میان آن‌ها قرار دارد.
پری‌سیتی که در آن، دو یاختهٔ نگهبان به‌طور کامل توسط یک یاختهٔ فرعی دایره‌ای‌شکل احاطه شده‌اند (شبیه به یک دونات).
دس‌موسیتی که در آن، دو یاختهٔ نگهبان کاملاً درون یک یاختهٔ فرعی احاطه شده‌اند که دو انتهایش به هم نرسیده‌اند (شبیه سوسیس).
پولوسیتی که در آن، دو یاختهٔ نگهبان بیشتر توسط یک یاختهٔ فرعی احاطه شده‌اند، اما بخشی از آن‌ها با یاخته‌های عادی روپوست نیز در تماس‌اند (شبیه U یا نعل اسب).
گونه‌های مختلفی از روزنه‌ها وجود دارند که دسته‌بندی‌های گوناگونی برای آن‌ها پیشنهاد شده است. یکی از دسته‌بندی‌هایی که به‌طور گسترده‌ای به‌کار می‌رود، آن است که نخستین‌بار ژولین ژوزف وسک در سال ۱۸۸۹ ارائه داد، سپس توسط متکالف و چالک گسترش یافت و بعدها نویسندگان دیگری آن را تکمیل کردند. این دسته‌بندی بر اساس اندازه، شکل و آرایش یاخته‌های فرعی اطراف دو یاختهٔ نگهبان تنظیم شده است.
در دولپه‌ای‌ها، این انواع شناسایی شده‌اند:
- اکتینوسیتی (به‌معنای «دارای یاخته‌های ستاره‌ای»)
- آنیزوسیتی (به‌معنای «دارای یاخته‌های نابرابر»)
- آنوموسیتی (به‌معنای «دارای یاخته‌های نامنظم»)
- دیاسیتی (به‌معنای «دارای یاخته‌های متقاطع»)
- همی‌پاراسیتی
- پاراسیتی (به‌معنای «دارای یاخته‌های موازی»)

در تک‌لپه‌ای‌ها:
- گرامینوئیدی (چمن‌مانند)
- هگزاسیتی (شامل شش یاختهٔ فرعی)
- تتراسیتی (شامل چهار یاختهٔ فرعی)

در چمازها:
- هیپوسیتی
- پری‌سیتی
- دس‌موسیتی
- پولوسیتی

## روزنه‌های فرورفته
دهانچه‌های فرورفته نواحی فرورفته‌ای از روپوست برگ هستند که ساختاری مانند اتاقک تشکیل می‌دهند و درون آن‌ها یک یا چند روزنه جای دارد. گاه کرک یا لایه‌هایی از موم سطحی نیز در این اتاقک‌ها یافت می‌شود. در شرایط آب‌وهوایی خشک یا کم‌آب، این ساختار می‌تواند نوعی سازگاری باشد. با این حال، این ساختارها تنها در مناطق خشک یافت نمی‌شوند. گیاهانی مانند خرزهره، مخروطیان، Hakea و Drimys winteri (در جنگل ابری) دارای روزنه‌های فرورفته هستند.

## روزنه‌ها به‌عنوان مسیر بیماری‌زا
روزنه‌ها مسیرهایی طبیعی در برگ‌ها هستند که می‌توانند بی‌مانع به ورود عوامل بیماری‌زا منجر شوند. بااین‌حال، روزنه‌ها توانایی شناسایی برخی پاتوژن‌ها را دارند. بااین‌وجود، برخی باکتری‌های بیماری‌زا مانند آن‌هایی که روی برگ‌های گیاه رشادی گوش‌موشی آزمایش شده‌اند، ترکیبی به نام کوروناتین ترشح می‌کنند که سبب بازشدن مجدد روزنه‌ها می‌شود.

## روزنه‌ها و تغییر اقلیم

### واکنش روزنه‌ها به عوامل محیطی
عملکرد دهانچه‌ها نقش مهمی در فتوسنتز (نورساخت)، انتقال آب گیاه (بافت چوبی) و تبادل گازها دارد.
روزنه‌ها به نور حساس‌اند و طیف مرئی نسبت به نور سرخ تأثیر بسیار بیشتری بر آن‌ها دارد. این پاسخ به‌ویژه به نور آبی مرتبط است که حتی بدون سبزینه نیز موجب تورم پروتوپلاست یاخته‌های نگهبان می‌شود، مشروط بر آنکه پتاسیم کافی در دسترس باشد.
در آغاز روز، افزایش پتاسیم باعث بازشدن روزنه‌ها می‌شود اما در ادامهٔ روز ساکارز نقش بیشتری در تنظیم دهانهٔ روزنه دارد. همچنین زآگزانتین در یاخته‌های نگهبان نقش گیرندهٔ نور آبی را ایفا می‌کند که منجر به بازشدن روزنه می‌شود. این اثر با نور سبز که زآگزانتین را همپار (ایزومریزه) می‌کند، معکوس می‌شود.
گشودگی روزنه‌ها بسته به غلظت دی‌اکسید کربن جو، شدت نور، دمای هوا و مدت زمان روز تغییر می‌کند.

## پیامدهای کشاورزی
اثر کود دی‌اکسید کربن (CO₂ fertiliser effect) در آزمایش‌های افزایش غلظت دی‌اکسید کربن در هوای آزاد (FACE) بیش از اندازه برآورد شده است. در این آزمایش‌ها مشخص شد که افزایش CO₂ جو، موجب افزایش فتوسنتز، کاهش ترادمش و افزایش بهره‌وری مصرف آب (WUE) می‌شود. افزایش زیست‌توده یکی از نتایج است؛ شبیه‌سازی‌ها نشان داده‌اند که در غلظت ۵۵۰ واحد در میلیون CO₂، می‌توان افزایش ۵ تا ۲۰ درصدی در بازده محصولات را انتظار داشت. نرخ فتوسنتز برگ در گیاهان C3 در صورت دو برابر شدن CO₂ تا ۳۰–۵۰٪ افزایش می‌یابد، در حالی‌که در C4 این مقدار ۱۰–۲۵٪ خواهد بود. وجود یک بازخورد مثبت، موجب انعطاف‌پذیری فنوتیپی در واکنش به CO₂ جو شده است، که احتمالاً در روند تکامل تنفس و عملکرد گیاه نقش سازگارانه‌ای داشته است.
پیش‌بینی چگونگی عملکرد روزنه‌ها در روند سازگاری، برای درک بهره‌وری سامانه‌های گیاهی طبیعی و کشاورزی سودمند است. اصلاح‌گران گیاهی و کشاورزان در حال همکاری برای بهره‌گیری از روش‌های اصلاح نباتات مشارکتی و تکاملی هستند تا گونه‌هایی مانند ارقام مقاوم به گرما و خشکی را بیابند که بتوانند به‌طور طبیعی با تغییرات اقلیمی و چالش‌های امنیت غذایی سازگار شوند.